# Kis virág
A Kis virág című lemez Koncz Zsuzsa harmadik magyar nyelvű nagylemeze.
Ez a lemez az egyik legnagyobb példányszámban eladott Koncz Zsuzsa lemez, és hosszútávú népszerűségét is ezzel alapozta meg Koncz Zsuzsa, ugyanis a lemez a "popsanzon"-t teremtette meg hazai szinten, és ez sok kor- és társadalmi osztály igényeivel találkozott.

## Az album dalai
1. Valahol egy lány (Illés Lajos-Bródy János) – 3:32
2. Mondd, hogy szeretsz (Szörényi Levente-Bródy János) – 2:52
3. Csillag Hajnalka (Szörényi Szabolcs-Bródy János) – 3:31
4. Egy csöpp kis ész (Szörényi Szabolcs-Bródy János) – 3:15
5. Kis virág (Szörényi Levente-Bródy János) – 4:07
6. Szinga-Linga (Illés Lajos-Bródy János) – 2:02
7. Valaki a nagyvilágból majd csak rám talál (Bródy János) – 0:40
8. A szép álmok vége (Illés Lajos-Bródy János) – 2:52
9. Kis herceg (Illés Lajos-Bródy János) – 4:14
10. A napfény (Szörényi Levente-Bródy János) – 2:30
11. Ringató (Bródy János-József Attila) – 1:30
12. Micimackó (Bródy János–A. A. Milne–Karinthy Frigyes) – 4:01
13. Vigyázz, ha jön a vonat! (Szörényi Szabolcs-Bródy János) – 3:02
14. Mondd el, ha látod őt (Szörényi Levente-Bródy János) – 2:30

## Közreműködők
- Illés-együttes

## Külső hivatkozások
- Információk a Hungaroton lapján
- Információk Koncz Zsuzsa honlapján